# Ekaterinoslavka (Oblast' dell'Amur)
Ekaterinoslavka (in russo Екатеринославка?) è un villaggio della Russia estremo-orientale, situato nella oblast' dell'Amur; è il centro amministrativo del distretto Oktjabr'skij.
Il villaggio si trova nel bassopiano della Zeja e della Bureja sulle rive del fiume Ivanovka (affluente della Zeja), 113 km a est di Blagoveščensk. Ekaterinoslavka è attraversata dalla Ferrovia Transiberiana.